# La Ronde (Gontcharova)
Pour les articles homonymes, voir La Ronde.
La Ronde (en russe : Хоровод) est un tableau de Natalia Goncharova, représentante de l'avant-garde russe en peinture.

## Histoire
La toile fait partie de la période de créativité de Gonchrarova marquée par une certaine distanciation d'avec l'expressionnisme et le primitivisme et un attrait pour l'art populaire en Russie. Le tableau appartenait à la famille de Goncharova et de Michel Larionov. Après leur émigration en France, il est donné au Musée d'Art et d'Histoire de Serpoukhov. Actuellement le tableau est en bon état, seulement marqué de cinq taches au verso .

## Description
Le tableau représente une scène de la vie rurale : six femmes se tiennent par la main et sont disposées en cercle pour danser. Elles sont habillées de vêtements paysans, leurs visages et leurs silhouettes sont représentés de manière collective, peu individualisée. À l'arrière-plan, on voit une isba et à gauche de la toile un tronc d'arbre. L'œuvre appartient à une période consacrée à la thématique folklorique populaire, qui a ouvert la voie à une nouvelle et libre utilisation de ce type de culture par les artistes. Les historiens d'art remarquent que l'auteur parvient à atteindre une solennité monumentale dans son traitement de l'image et une expressivité artistique authentique.
Kazimir Malevitch, dans son autobiographie inédite citée par Valentine Marcadé, écrivait :

« N. Goncharova et moi-même nous travaillions surtout sur le plan de la vie paysanne. Chacune de nos œuvres avait un contenu ; nos personnages, bien que représentés dans des formes primitivistes, contenaient un plan social. C'est en cela qu'était notre désaccord de principe avec le Valet de Carreau, dont la ligne générale remontait à Cézanne. »

Cette distanciation des principes du cézannisme va amener des artistes à créer le groupe d'artistes Queue d'Âne en 1911, dans lequel les images populaires, les louboks occuperont une place importante.